# غوستاف كارستن
غوستاف كارستن (بالألمانية: Gustav Karsten )‏ (و. 1820 – 1900 م) هو فيزيائي، وأستاذ جامعي من ألمانيا . ولد في برلين . تولى منصب عضو مجلس النواب الألماني للإمبراطورية الألمانية، وعضو مجلس النواب البروسي .
توفي في كيل ، عن عمر يناهز 80 عاماً.

## التعليم
تعلم في جامعة هومبولت في برلين

## مناصب وهيئات
أدار جامعة كيل.